# Mercuriusovergang

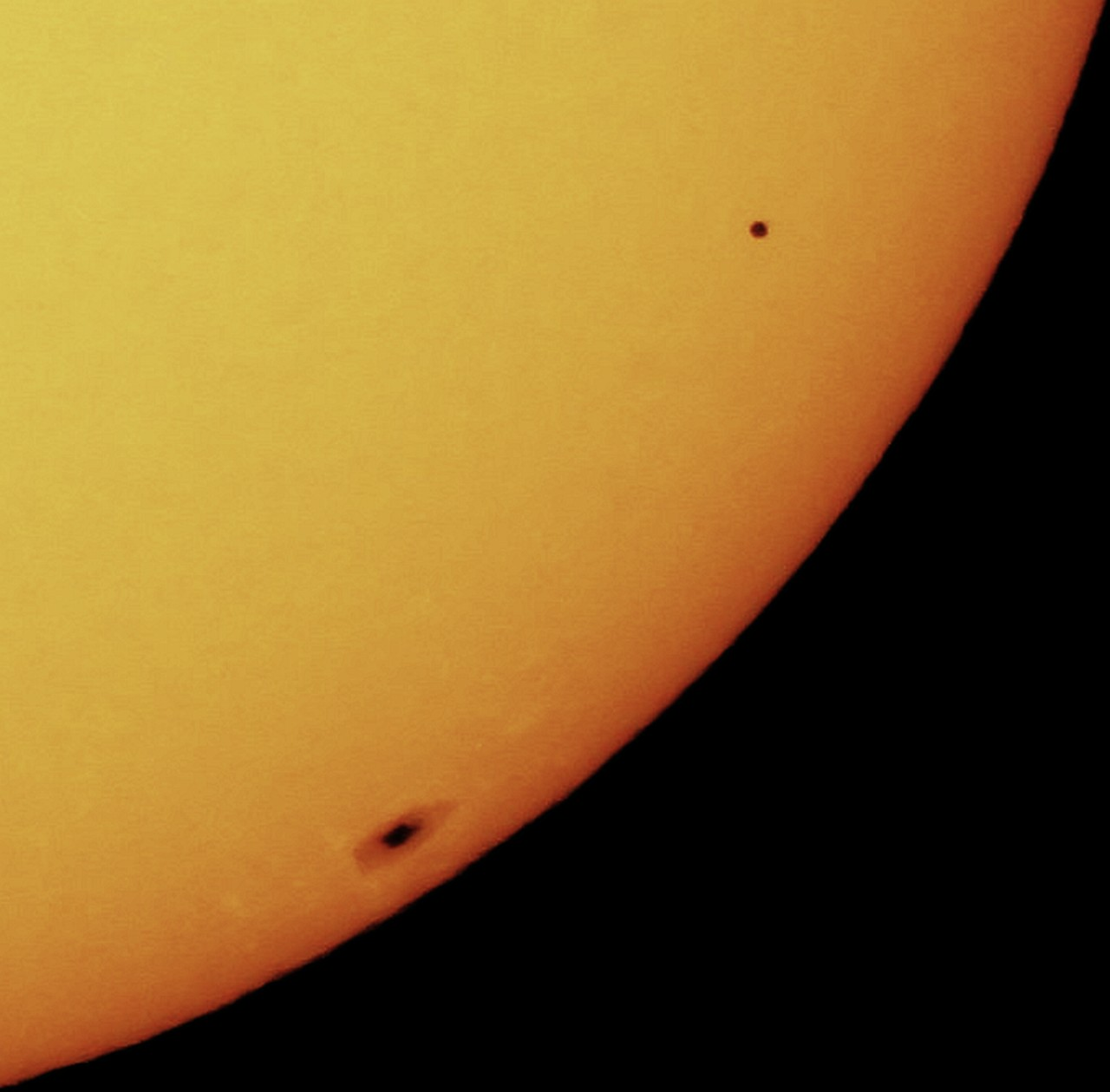
De Mercuriusovergang op 9 november 2006; rechtsboven Mercurius, linksonder een zonnevlek

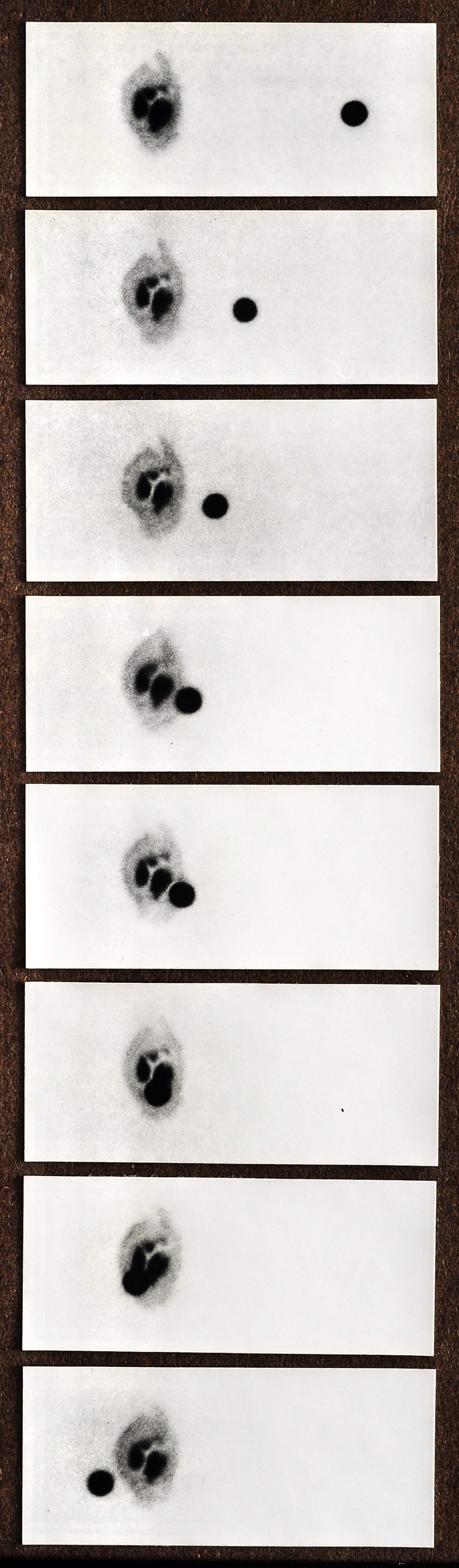
Mercurius beweegt langs een zonnevlek in 1970

Een Mercuriusovergang is de situatie waarin de planeet Mercurius vanaf aarde gezien voor de zon langs beweegt. Mercurius is dan te zien als een kleine zwarte vlek die langzaam over de schijf van de zon beweegt. Mercuriusovergangen komen ongeveer dertien à veertien keer per eeuw voor, vaker dan Venusovergangen, vanwege de kleinere omlooptijd van Mercurius om de zon. Mercuriusovergangen kunnen bijna acht uur duren. In tegenstelling tot de Venusovergang, is de Mercuriusovergang niet met het blote oog waar te nemen. Een Mercuriusovergang is voor het eerst waargenomen door Pierre Gassendi op 7 november 1631 op basis van berekeningen van Johannes Kepler in 1629.

## Ontstaan van Mercuriusovergangen
Doordat de baanvlakken van de aarde en Mercurius iets ten opzichte van elkaar hellen, kunnen Mercuriusovergangen alleen voorkomen als beide planeten in de buurt van de snijlijn van deze vlakken staan. Zo'n snijpunt wordt knoop genoemd. De aarde staat alleen in de maanden mei en november in een knoop van het Mercuriusbaanvlak. Tijdens de november-overgangen bevindt Mercurius zich in de buurt van het perihelium van zijn baan (0,31 AE van de zon) en tijdens de mei-overgangen in de buurt van het aphelium (0,47 AE). Daardoor is de hoekdiameter van het schijfje van de planeet tijdens een mei-overgang groter (ongeveer 12") dan tijdens een november-overgang (ongeveer 10"). Door de tweede wet van Kepler beweegt Mercurius sneller in het perihelium (59,0 km/s) dan in het aphelium (38,9 km/s) en duren mei-overgangen langer.
Door harmonischen in de duur van de omloopbanen van Mercurius en de Aarde vindt men in het tijdverschil tussen bepaalde overgangen periodes van 3½, 7, 9½, 10 of 13 jaar. November-overgangen kunnen ook voorkomen na 6 jaar maar dit kan alleen in 1342 (gedeeltelijk) - 1348, na 217 jaar (zie verder) 1559 - 1565, weer na 217 jaar 1776 - 1782 en weer na 217 jaar in 1993 - 1999 (niet overal op aarde totaal). De eerstvolgende 6 jaar reeks begint met het paar 2815 - 2821 en vóór 1342 eindigde zo'n 6 jaar reeks met 737 - 743 en 954 - 960 (gedeeltelijk). November-overgangen kunnen ook voorkomen na 20 jaar, maar dit gebeurt niet eerder dan in 5925 - 5945, en daarna vindt dit pas weer plaats in 6748 - 6768 en in 6965 - 6985, dan weer na 7500. Na ongeveer het jaar 33.000 is het ook mogelijk dat er 33 jaar zit tussen twee 'november' transits (dit zijn de overgangen aan de klimmende knoop van de Mercuriusbaan) bijvoorbeeld in 32703 - 32736 en enige duizend jaar daarna is het zelfs mogelijk dat er in 46 jaar slechts één 'november'-overgang voor zal komen, bijvoorbeeld in 40141 - 40187. Dit komt doordat het aantal 'november'-overgangen in de loop van de toekomende tijd in de cyclus van 217 jaar geleidelijk aan steeds minder en minder zal gaan worden. In de zeer verre toekomst is slechts één overgang in 46 jaar ook mogelijk bij de overgangen aan de dalende knoop van de Mercuriusbaan ('mei'-overgang) bijvoorbeeld in 92487 - 92533.
Mei-overgangen komen voor met een tussenpoos van afwisselend 13 of 33 jaar. Uitzondering is 20 jaar (1937 (gedeeltelijk) - 1957, na 217 jaar (zie verder) 2154 - 2174, weer na 217 jaar 2371 - 2391 (niet overal op aarde totaal zoals in november 1999) en weer na 217 jaar 2588 - 2608 (gedeeltelijk). De eerstvolgende 20 jaar reeks begint met het paar 3936 - 3956 en zal na nog tien van zulke paren eindigen met 6106 - 6126. Dit patroon is gecompliceerd door de elliptische baan van Mercurius. De periode van 13 jaar komt op 2,01 dagen na overeen met 54 omlopen van Mercurius. Een periode van 46 jaar (10+10+13+13) komt op 0,34 dagen na overeen met 191 omlopen van Mercurius. Er bestaat ook een zeer nauwkeurige periode van 217 jaar.
Door de precessie van de knopen van de Mercuriusbaan verschuiven de tijdstippen van de overgangen geleidelijk naar een later tijdstip in het jaar (vóór 1585 vonden ze plaats in april en oktober).

## Overgang van 9 mei 2016

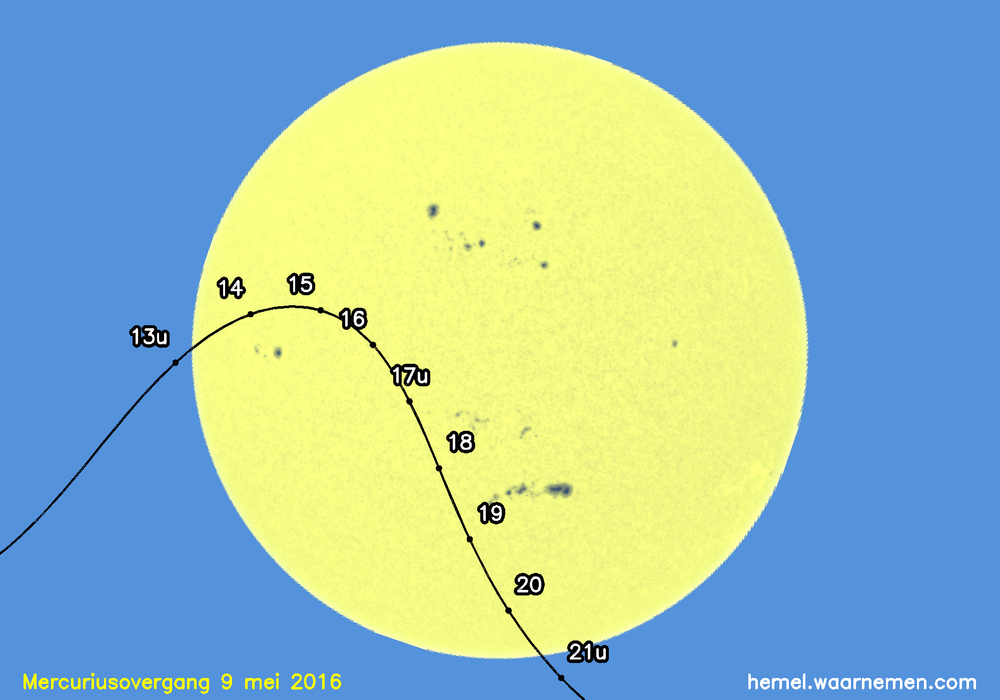
De Mercuriusovergang van 9 mei 2016, gezien vanuit Nederland of België. Het zenit is boven en de zon lijkt te draaien gedurende de overgang door de rotatie van de aarde, wat het kromme pad oplevert.

De Mercuriusovergang van 9 mei 2016 was volledig waarneembaar in Zuid-Amerika, de Oostkust van Noord-Amerika, West-Europa en enkele landen in het westen van Afrika. In de meeste andere werelddelen was zij gedeeltelijk te zien, behalve in Australië en het Verre Oosten waar helemaal niets kon worden waargenomen.
In België en Nederland vond de overgang plaats tussen 13u12 en 20u41. De intrede en uittrede duurden ruim drie minuten, de totale overgang nam bijna zeven en een half uur in beslag. Het maximum van de overgang, het moment dat Mercurius het dichtst bij het midden van de zonneschijf staat, vond plaats om 16u56, toen de zon circa 38° boven de westzuidwestelijke horizon stond. Bij de uittrede van Mercurius was de zonshoogte nog circa 4°. De beginfase was op de meeste plaatsen goed waarneembaar, hier en daar met lichte sluierwolken. Naar het einde toe verslechterde het weer en de uittrede ging overal achter een wolkendek schuil.

## Lijst van toekomstige Mercuriusovergangen
- 13 november 2032
- 7 november 2039
- 7 mei 2049
- 9 november 2052
- 10 mei 2062
- 11 november 2065
- 14 november 2078
- 7 november 2085
- 8 mei 2095
- 10 november 2098
- 12 mei 2108
- 14 november 2111

## Wetenswaardigheden
- Op 26 juli 69.163 zal er een gelijktijdige overgang van Mercurius en Venus plaatsvinden.[8]
- Op 11 augustus 9966 zal een Mercuriusovergang samenvallen met een totale zonsverduistering.[9]
- Een lijst van alle gedeeltelijke Mercuriusovergangen van 0 tot 10.000 staat op www.pierpaoloricci.it.[10]
- In december 6149 en in juni 6152 zullen twee rakende Mercuriusovergangen achter elkaar plaatsvinden in slechts 2½ jaar.
- De Mercuriusovergang van 1743 is beschreven in een gedicht van Catharina de Wilde.
- Mercuriusovergangen komen voor in 217-jarige reeksen, lees vanaf Transits of Mercury in the (far) past and also in the (far) future.
- Mercuriusovergangen zijn in theorie ook zichtbaar vanaf andere planeten, (behalve Mercurius zelf), doordat zij allemaal verder dan Mercurius van de zon afstaan. Zie Venus: Mercuriusovergang vanaf Venus.